# Himatismenida
Himatismenida es un orden de protistas del grupo Amoebozoa. Incluye amebas aplanadas altamente móviles, cubiertas dorsalmente por una capa independiente sobre la membrana celular. También incluye pequeñas
amebas globulares escasamente móviles con una cubierta celular dorsal arrugada y semirrígida.